# Liste der Mitglieder der National Academy of Sciences/1991
Im Jahr 1991 wählte die National Academy of Sciences der Vereinigten Staaten 75 Personen zu ihren Mitgliedern.

## Neugewählte Mitglieder
- Andreas Acrivos (1928–2025)
- Norman L. Allinger (1928–2020)
- Mathew Alpern (1920–1996)
- Walter Alvarez
- David H. Auston
- John C. Avise
- James W. Black (1924–2010)
- Piet Borst
- Leonid M. Brekhovskikh (1917–2005)
- Victoria R. Bricker
- Maurice B. Burg (1931–2022)
- Luis A. Caffarelli
- John Cairns, Jr. (1923–2017)
- Mario R. Capecchi
- John E. Casida (1929–2018)
- Anthony Cerami
- Alexandre J. Chorin
- R. John Collier
- Richard H. Dalitz (1925–2006)
- Marc Davis
- Francis J. DiSalvo (1944–2023)
- Harrison Echols (1933–1993)
- Mary Edmonds (1922–2005)
- Arnt Eliassen (1915–2000)
- Richard R. Ernst (1933–2021)
- Madhav Gadgil
- Mary K. Gaillard
- Stephen C. Harrison
- James B. Hartle (1939–2023)
- Robert Haselkorn
- Takayoshi Higuchi (1927–2017)
- John P. Holdren
- H. Robert Horvitz
- A. James Hudspeth
- D. Gale Johnson (1916–2003)
- Daniel D. Joseph (1929–2011)
- Paul J. Kaesberg (1923–2010)
- Charles F. Kennel
- Allen Kerr (1926–2023)
- Toichiro Kinoshita (1925–2023)
- James L. Kinsey (1934–2014)
- Tadamitsu Kishimoto
- Andrew H. Knoll
- Robert A. Laudise (1930–1998)
- David M. Lee
- Patrick A. Lee
- Susan E. Leeman
- Richard A. Lerner (1938–2021)
- Arnold J. Levine
- Jake MacMillan (1924–2014)
- David Mechanic
- N. David Mermin
- Harley W. Moon (1936–2018)
- Royce W. Murray (1937–2022)
- Philippe Nozieres (1932–2022)
- Shosaku Numa (1929–1992)
- William H. Oldendorf (1925–1992)
- Stuart H. Orkin
- Norman R. Pace
- Ronald L. Phillips (1940–2023)
- Darwin J. Prockop (1929–2024)
- Jane S. Richardson
- David E. Rumelhart (1942–2011)
- Marshall Sahlins (1930–2021)[1][2]
- Douglas J. Scalapino
- Richard M. Schoen
- James A. Spudich
- Rashid A. Sunyaev
- Robert Tjian
- Don C. Wiley (1944–2001)
- William J. Wilson
- Elie Wollman (1917–2008)
- Peter G. Wolynes
- John A. Wood
- Amnon Yariv